# Karlov (okres Žďár nad Sázavou)
Karlov (německy Libinsdorf) je obec v okrese Žďár nad Sázavou v Kraji Vysočina. Žije zde 117 obyvatel.

## Historie

### Vznik obce
První písemná zmínka o obci pochází z roku 1457 a váže se k dějinám cisterciáckého kláštera ve Žďáře, který na místě současné návsi založil Klášterní dvůr.
Po zrušení kláštera se stal dvůr církevním majetkem. Roku 1789 došlo z podnětu krajského hejtmana Karla von Libin z Čáslavi k osídlení. Do tehdejšího Karlshofu jak se dvůr nazýval, bylo přesunuto 20 německých rodin. Na počest hejtmana Libina byla vzniklá obec přejmenován na Libinsdorf a přiřazena jako osada k vedlejší obci Škrdlovice.

### 19. století
V roce 1848 podali obyvatelé Libinsdorfu žádost o povolení školy s právem veřejnosti s vyučovacím jazykem německým a o postavení nové školní budovy. Této žádosti zemské gubernium v Praze vyhovělo a nová škola byla v roce 1852 otevřena. V té době školu navštěvovalo 40 až 50 dětí nejen z Libinsdorfu ale i okolních vesnic.
Kvůli častým požárům v obci byl roku 1883 založen sbor dobrovolných hasičů, který funguje dodnes.
Dne 27. dubna 1873 se obec stala samostatnou. Prvním samostatným starostou byl Benjamin Schubert. V roce 1889 měl Libinsdorf – Karlov 281 obyvatel z toho 272 Německých a 9 Českých. 

### 20. století
Po skončení první světové války stoupaly naděje na lepší život u Čechu. Což ukazuje i tehdejší sčítání obyvatel, kdy v roce 1910 bylo v obci 240 Němců a 46 Čechů a v roce 1930 už jen 67 Němců a 148 Čechů.
V roce 1924 byla postavena nová budova české školy a současně ukončena činnost německé státní školy. Tato škola v obci působila až do roku 1962, avšak s přerušením během druhé světové války. Během válečných let byla totiž obec opět obsazena Němci a němčina se stala hlavním oficiálním komunikačním prostředkem.
Další změny nastaly po skončení války, kdy došlo k odsunu německých rodin a tím i k vylidňování obce. Hlavním zdrojem obživy se stalo zemědělství, V obci existovalo Jednotné zemědělské družstvo (JZD) které se později sloučilo s JZD Škrdlovice.
V roce 1990 se Karlov osamostatnil a stal se samosprávnou obcí spadající pod obec s rozšířenou působností Žďár nad Sázavou. Starostou byl zvolen Josef Sláma a to až do roku 2006. Od roku 2006 do roku 2014 tuto funkci zastával Vladimír Stejskal a od roku 2014 je starostkou Dana Laryšová.
Dne 25. dubna 2018 bylo schváleno usnesením výboru pro vědu, vzdělání, kulturu, mládež a tělovýchovu udělení znaku a vlajky obce.

## Pamětihodnosti
Vodovod, který byl zbudován již v roce 1860 má podobu kamenného koryta uprostřed návsi. Svoji původní podobu si zachoval dodnes. Voda je přivedena ze studánky v loukách a nezamrzá ani v zimě.
Památný kříž s lipami, na který darovala 100 zlatých Klotilda hraběnka Clam-Gallasová, stojí u vjezdu do obce na původním místě dodnes.
Vstupní brána do obory dříve sloužila jako vstup do jelení obory Kinských. Dnes u této brány se sochou jelena a sochou sv. Huberta začíná trasa naučné stezky Velké Dářko.

## Současnost
Pro obec Karlov je dnes významný cestovní ruch a to zejména pro její polohu jež je v centru Žďárských vrchů blízko rybníka Velké Dářko.
Od roku 1990 působí v obci sklárna zbudovaná z budovy bývalé školy. Dále zde sídlí několik firem a stravovací zařízení. V roce 2012 byl obcí zbudován sportovní areál s dvěma kurty – tenisový kurt a kurt pro nohejbal a volejbal.
| Rok            | 1869 | 1880 | 1890 | 1900 | 1910 | 1921 | 1930 | 1950 | 1961 | 1970 | 1980 | 1991 | 2001 | 2006 | 2009 | 2014 |
| Počet obyvatel | 291  | 281  | 286  | 257  | 248  | 235  | 215  | 182  | 167  | 128  | 90   | 69   | 80   | 75   | 72   | 100  |

## Galerie

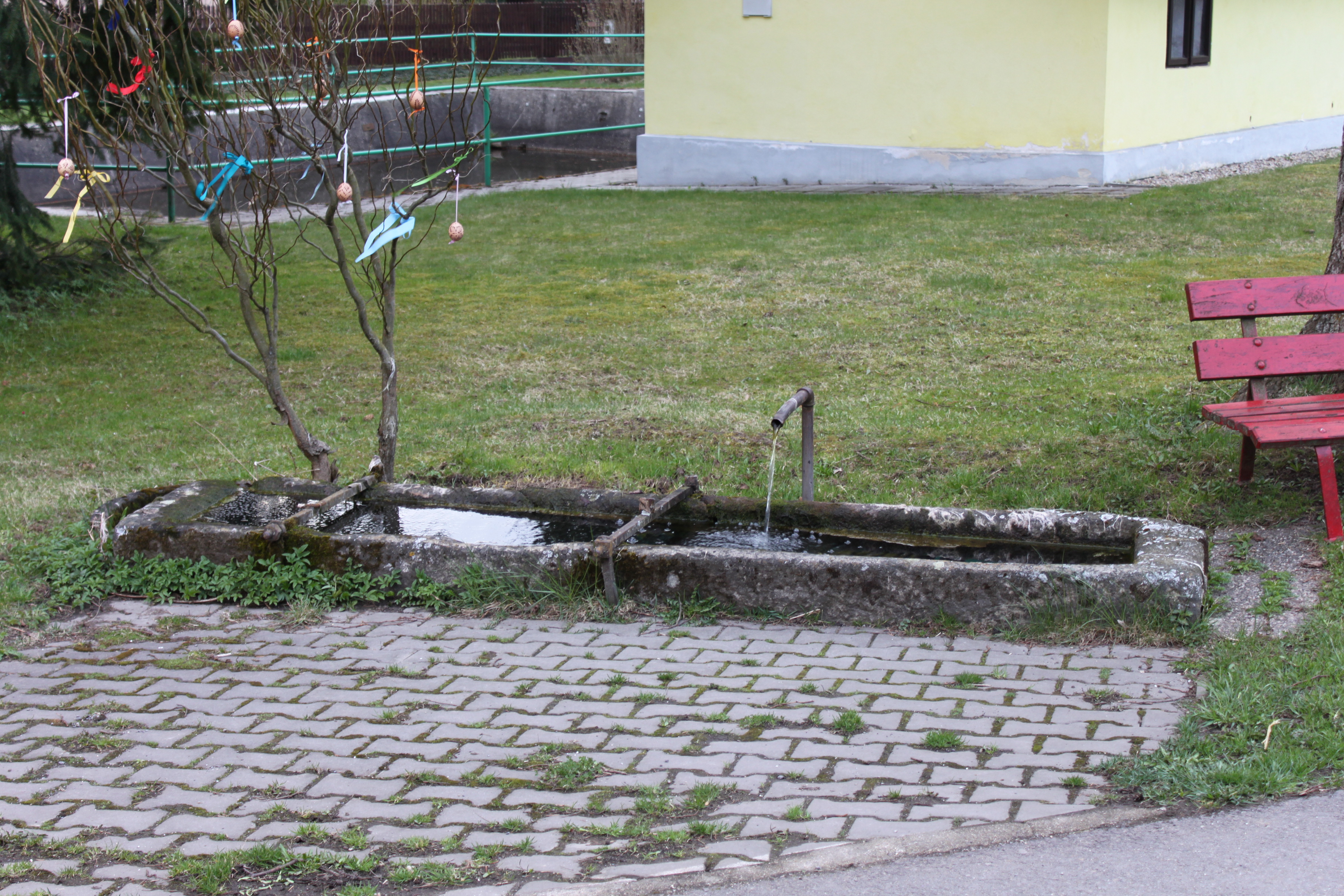
Vodovod
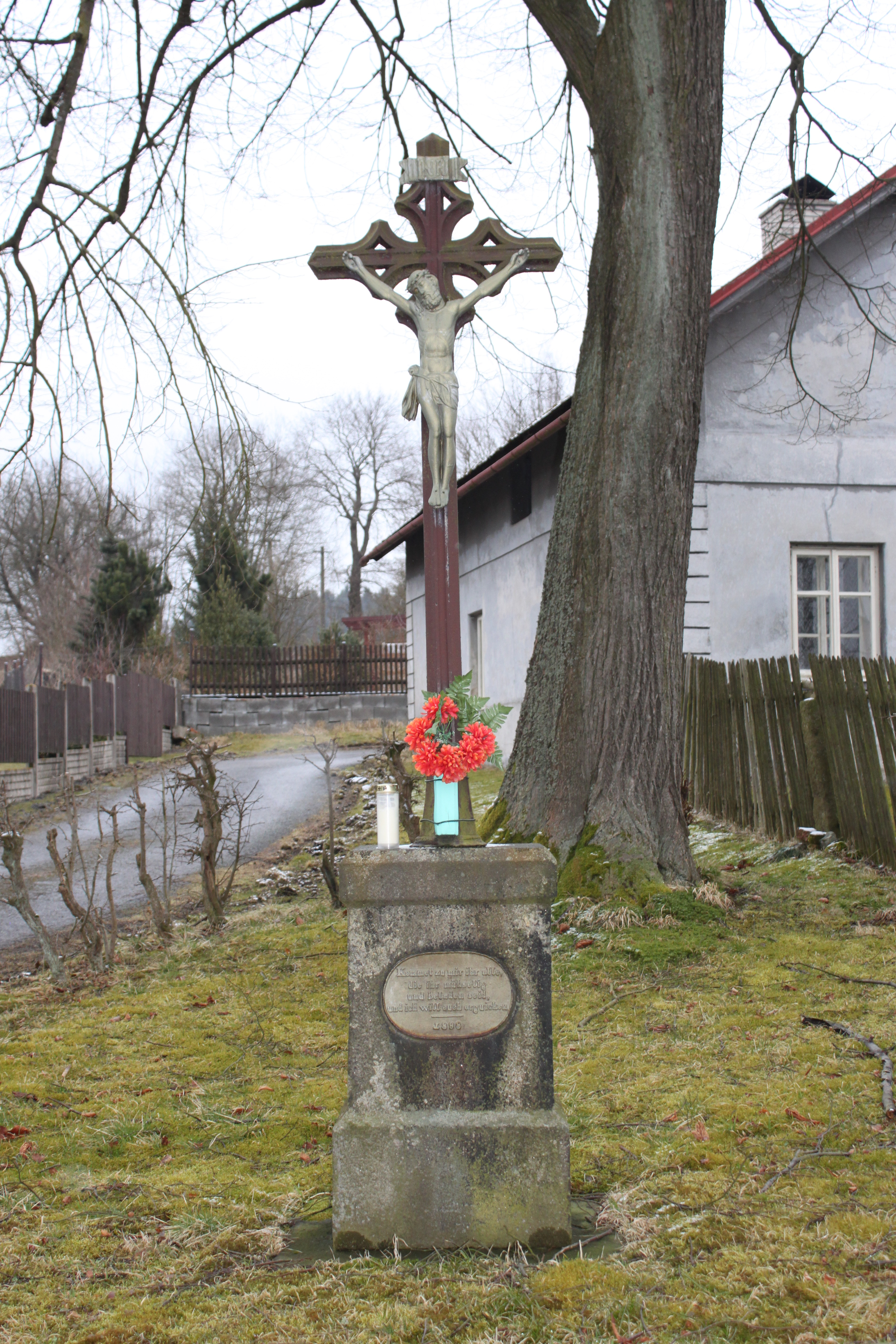
Památný kříž s lipami
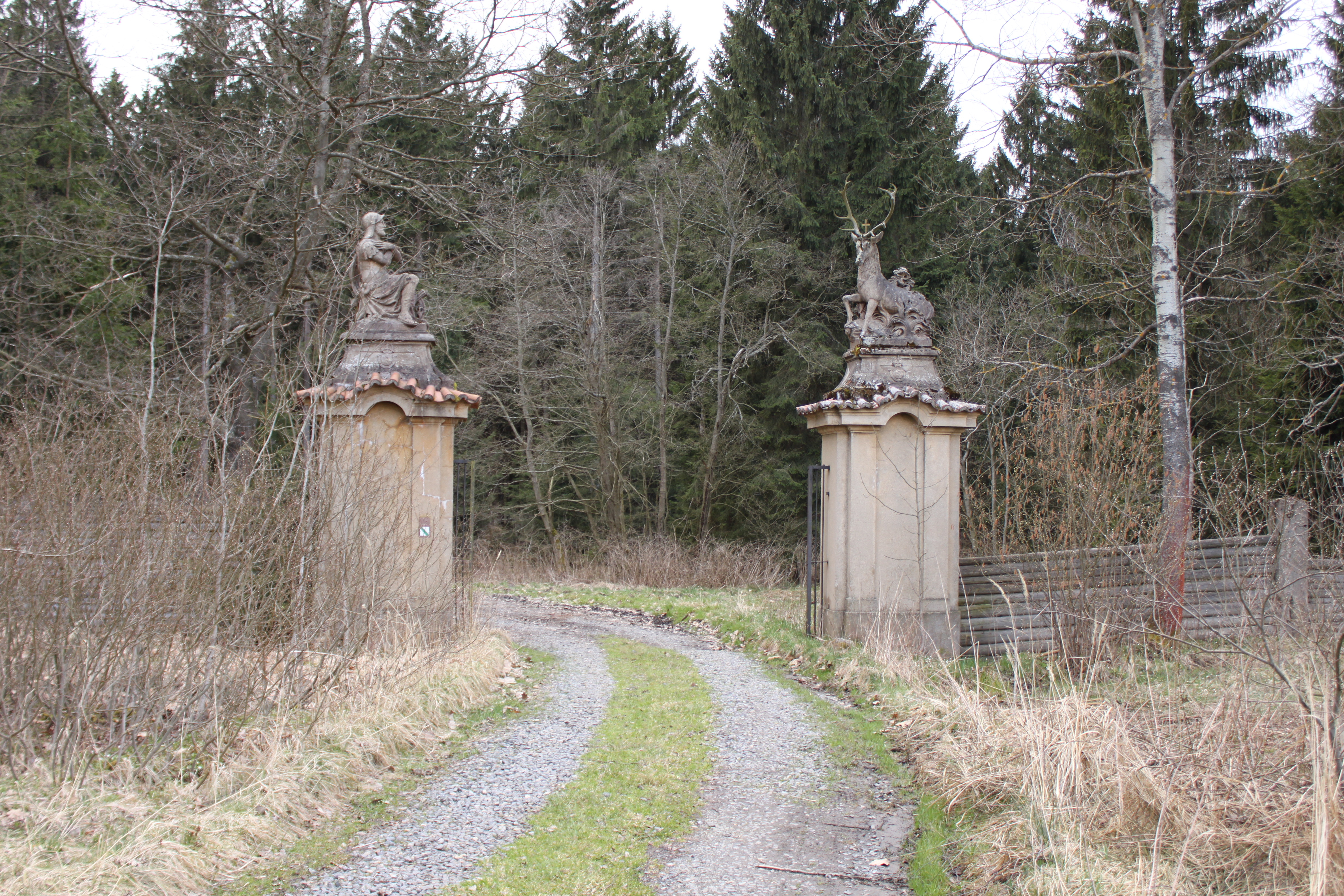
Vstupní brána
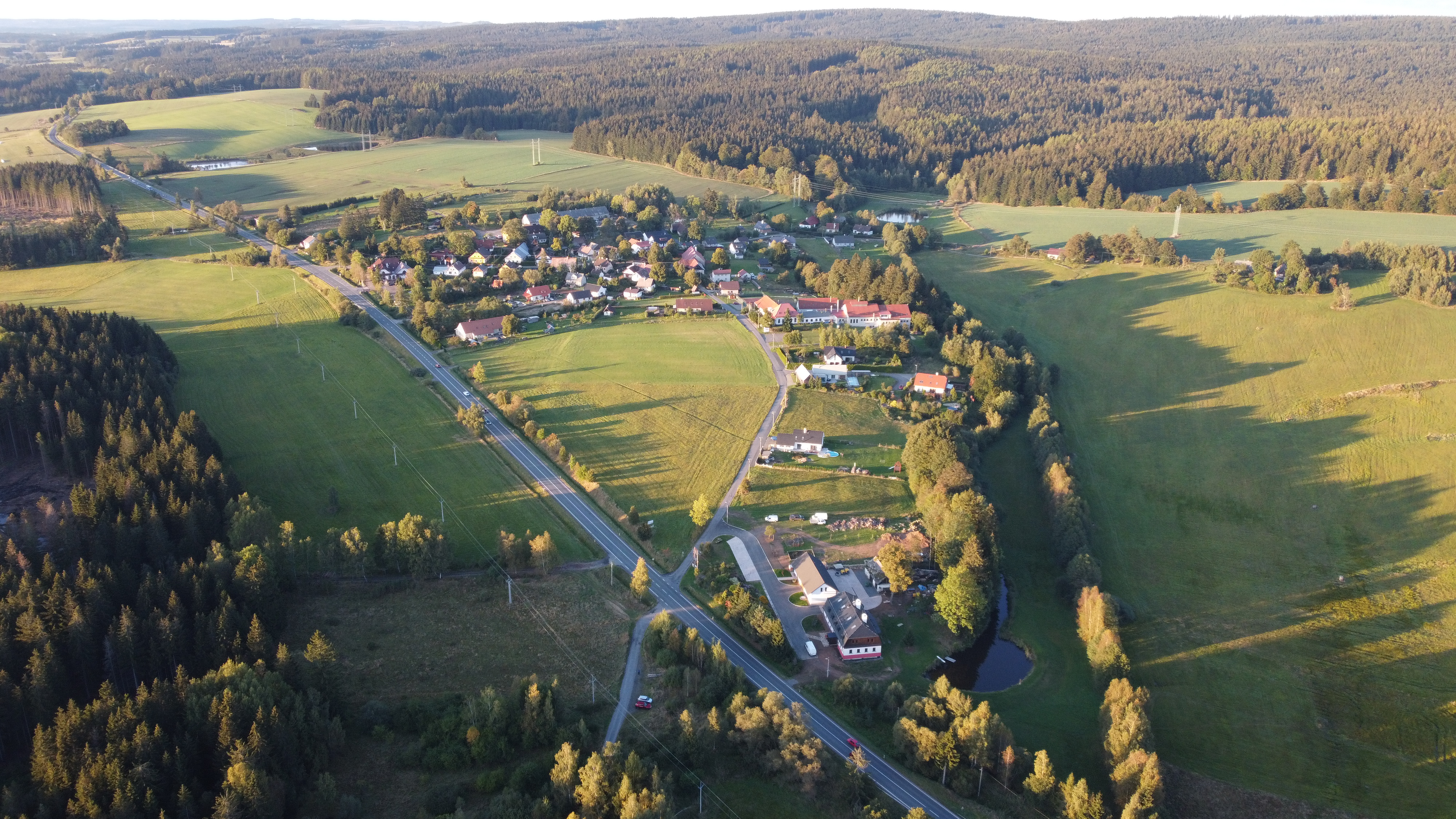
Karlov letecky